# Ribera Alta (Valence)
Pour les articles homonymes, voir Ribera Alta.
La Ribera Alta est une comarque de la province de Valence, dans la Communauté valencienne, en Espagne. Son chef-lieu est Alzira.

## Communes
- Alberic
- Alcàntera de Xúquer
- L'Alcúdia
- Alfarb
- Algemesí
- Alginet
- Alzira
- Antella
- Beneixida
- Benifaió
- Benimodo
- Benimuslem
- Carcaixent
- Càrcer
- Carlet
- Catadau
- Cotes
- L'Ènova
- Gavarda
- Guadassuar
- Llombai
- Manuel
- Massalavés
- Montroy
- Montserrat d'Alcalà
- La Pobla Llarga
- Rafelguaraf
- Real de Montroi
- Sellent de Xàtiva
- Sant Joan de l'Ènova
- Senyera
- Sumacàrcer
- Tous
- Turís
- Villanueva de Castellón